# Cloretoxifós
El cloretoxifós (Diethoxy-sulfanylidene-(1,2,2,2-tetrachloroethoxy)phosphorane) és un inhibidor organofosforat de l'acetilcolinesterasa utilitzat com a insecticida. Està registrat per al control de cucs d'arrel de blat de moro, cucs de filferro, cucs talladors, cucs de blat de moro de llavors, larvas blanques i símfilans sobre blat de moro. L'insecticida es ven amb el nom comercial Fortress per E.I. du Pont de Nemours & Company.